# Willie Thorne
Pour les articles homonymes, voir Thorne.
William Joseph « Willie » Thorne, né le 4 mars 1954 à Leicester et mort le 17 juin 2020 à Torrevieja, est un ancien joueur de snooker professionnel anglais. 
Sa carrière est principalement marquée par une victoire au Classique en 1985. Thorne compte également deux autres finales dans des tournois majeurs, à l'Open de Grande-Bretagne et au championnat du Royaume-Uni, mais les a perdues toutes les deux face à Steve Davis. 
Il était surnommé « Mr Maximum » car il a réussi pas moins de 200 breaks maximaux au cours de sa carrière (hors compétitions officielles).

## Carrière

### Débuts (1975-1984)
Thorne commence sa carrière professionnelle en 1975. Après quatre échecs au premier tour du championnat du monde, il réussit à atteindre les quarts de finale du tournoi en 1982. L'année suivante, Thorne dispute sa première demi-finale lors du tournoi des joueurs professionnels, tournoi au cours duquel il élimine le no 1 mondial de l'époque, Ray Reardon. Par la suite, il remporte également le tournoi Pontins professionnel, son premier titre en carrière.

### Point culminant (1985-1993)
Dès 1985, l'Anglais s'impose au Classique, ce qui reste sa seule victoire dans un tournoi comptant pour le classement. Il y bat notamment Steve Davis puis Cliff Thorburn en finale. Au terme de la saison 1985-1986, Thorne culmine au meilleur classement de sa carrière ; 7e joueur mondial. Pendant cette saison, il rejoint notamment deux nouvelles finales dans des tournois classés ; à l'Open de Grande Bretagne et au championnat du Royaume-Uni. Toutefois, il est battu à chaque fois par le même homme ; Steve Davis. Dans les tournois n'offrant pas de points pour le classement, Thorne échoue dans trois nouvelles finales. 
Après ce bon passage, sa régularité dans les principaux tournois lui permet plus ou moins de se maintenir dans le top 16 mondial. Thorne atteint d'ailleurs le 7e rang du classement à l'issue de la saison 1992-1993, égalant ainsi son meilleur classement. Pendant cette période, l'Anglais glane aussi quatre autres titres non classés ; le Masters de Hong Kong, le tournoi Matchroom professionnel, la Coupe Kent et le Masters de Nouvelle-Zélande. 

### Fin de carrière et retraite (1994-2001)
À partir de la saison 1994-1995, les résultats de Thorne sont déclinants. Il dispute d'ailleurs son dernier quart de finale dans un tournoi classé lors de l'Open d'Europe 1994, où il est dominé par Stephen Hendry (5-2). Après la saison 1996-1997, il redescend en dehors du top 30 mondial pour la première fois de sa carrière, puis son classement n'a de cesse de chuter durant les saisons suivantes. Parallèlement, Thorne gagne le Masters mondial sénior, son dernier titre professionnel. En 2001, il annonce sa retraite du jeu professionnel, après avoir été relégué du circuit principal.  

## En dehors du snooker
Thorne naît le 4 mars 1954, dans la maison familiale d'Anstey, un village situé près de Leicester. Il est le fils de Bill Thorne, un mineur de la Desford Colliery, et de sa femme Nancy. Thorne fait ses études à l'école Thomas Rawlins de Quorn et pratique de nombreux sports, mais c'est au snooker qu'il excelle le plus. Il quitte l'école à l'âge de 15 ans et devient estimateur pour une verrerie tout en pratiquant le snooker à Loughborough, puis dans les salles de snooker de Leicester.
Il fait ses débuts en tant que commentateur pour la BBC dans les années 1980, et continue à travailler sur la couverture du snooker du réseau de la BBC jusqu'à ce qu'il quitte l'équipe de diffusion de la société après la saison 2017-2018. Il a également été commentateur de snooker pour Sky et ITV, et a continué à commenter pour la BBC du pays de Galles sur la couverture de l'Open du pays de Galles en février de chaque année.
Le 18 mars 2020, Thorne déclare qu'on lui a diagnostiqué une leucémie. Le 16 juin 2020, il est placé dans un coma artificiel à l'hôpital en Espagne, après avoir souffert d'une insuffisance respiratoire. Il meurt le lendemain matin à l'âge de 66 ans.

## Palmarès
| Légende | Catégorie                      | Titres                         | Finales                        |
|         | Tournois classés               | 1                              | 2                              |
|         | Tournois non classés           | 5                              | 9                              |
|         | Tournois en équipes            | 0                              | 1                              |
|         | Tournois seniors               | 1                              | 0                              |
|         | Tournois pro-am                | 1                              | 0                              |
|         | Tournois amateurs              | 0                              | 1                              |
| Gras    | Tournois de la triple couronne | Tournois de la triple couronne | Tournois de la triple couronne |

### Titres
| Saison    | Nom du tournoi                     | Lieu       | Finaliste      | Score | Tableau |
| 1979-1980 | Tournoi Pontins pro-am (printemps) | Prestatyn  | Cliff Wilson   | 7-3   | Tableau |
| 1983-1984 | Tournoi Pontins                    | Prestatyn  | John Spencer   | 9-7   | Tableau |
| 1984-1985 | Classique de snooker               | Warrington | Cliff Thorburn | 13-8  | Tableau |
| 1986-1987 | Masters de Hong Kong               | Hong Kong  | Dennis Taylor  | 8-3   | Tableau |
| 1986-1987 | Championnat Matchroom              | Angleterre | Steve Davis    | 10-9  | Tableau |
| 1986-1987 | Coupe Kent                         | Pékin      | Jimmy White    | 5-2   | Tableau |
| 1989-1990 | Masters de Nouvelle-Zélande        | Wellington | Joe Johnson    | 7-4   | Tableau |
| 1999-2000 | Masters seniors                    | Londres    | Cliff Thorburn | 1-0   | Tableau |

### Finales perdues
| Saison    | Nom du tournoi                                         | Lieu            | Vainqueur                | Score | Tableau |
| 1975      | Championnat d'Angleterre amateur                       |                 | Sid Hood                 | 6-11  |         |
| 1979-1980 | Tournoi Pontins                                        | Prestatyn       | Terry Griffiths          | 8-9   | Tableau |
| 1984-1985 | Championnat du monde par équipes (avec Cliff Thorburn) | Northampton     | Jimmy White Alex Higgins | 2-10  | Tableau |
| 1985-1986 | Masters d'Écosse                                       | Glasgow         | Cliff Thorburn           | 7-9   | Tableau |
| 1985-1986 | Championnat du Royaume-Uni                             | Preston         | Steve Davis              | 14-16 | Tableau |
| 1985-1986 | Open de Grande-Bretagne                                | Derby           | Steve Davis              | 7-12  | Tableau |
| 1985-1986 | Masters d'Irlande                                      | Kill            | Jimmy White              | 5-9   | Tableau |
| 1985-1986 | Tournoi Pontins (2)                                    | Prestatyn       | Terry Griffiths          | 6-9   | Tableau |
| 1986-1987 | Masters du Canada                                      | Toronto         | Steve Davis              | 3-9   | Tableau |
| 1986-1987 | Masters d'Irlande (2)                                  | Kill            | Steve Davis              | 1-9   | Tableau |
| 1986-1987 | Tournoi Pontins (3)                                    | Prestatyn       | Neal Foulds              | 8-9   | Tableau |
| 1987-1988 | Championnat Matchroom                                  | Southend-on-Sea | Dennis Taylor            | 3-10  | Tableau |
| 1994-1995 | Open d'Australie                                       | Melbourne       | John Higgins             | 5-9   | Tableau |